# Đại bản doanh (Đế quốc Nhật Bản)

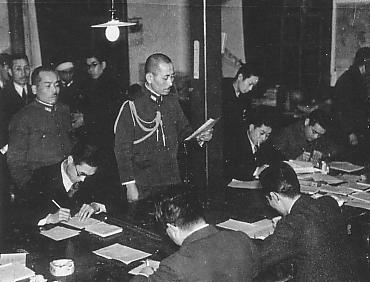
Đại bản doanh Đế quốc Nhật Bản ra thông cáo, tháng 1 năm 1942.

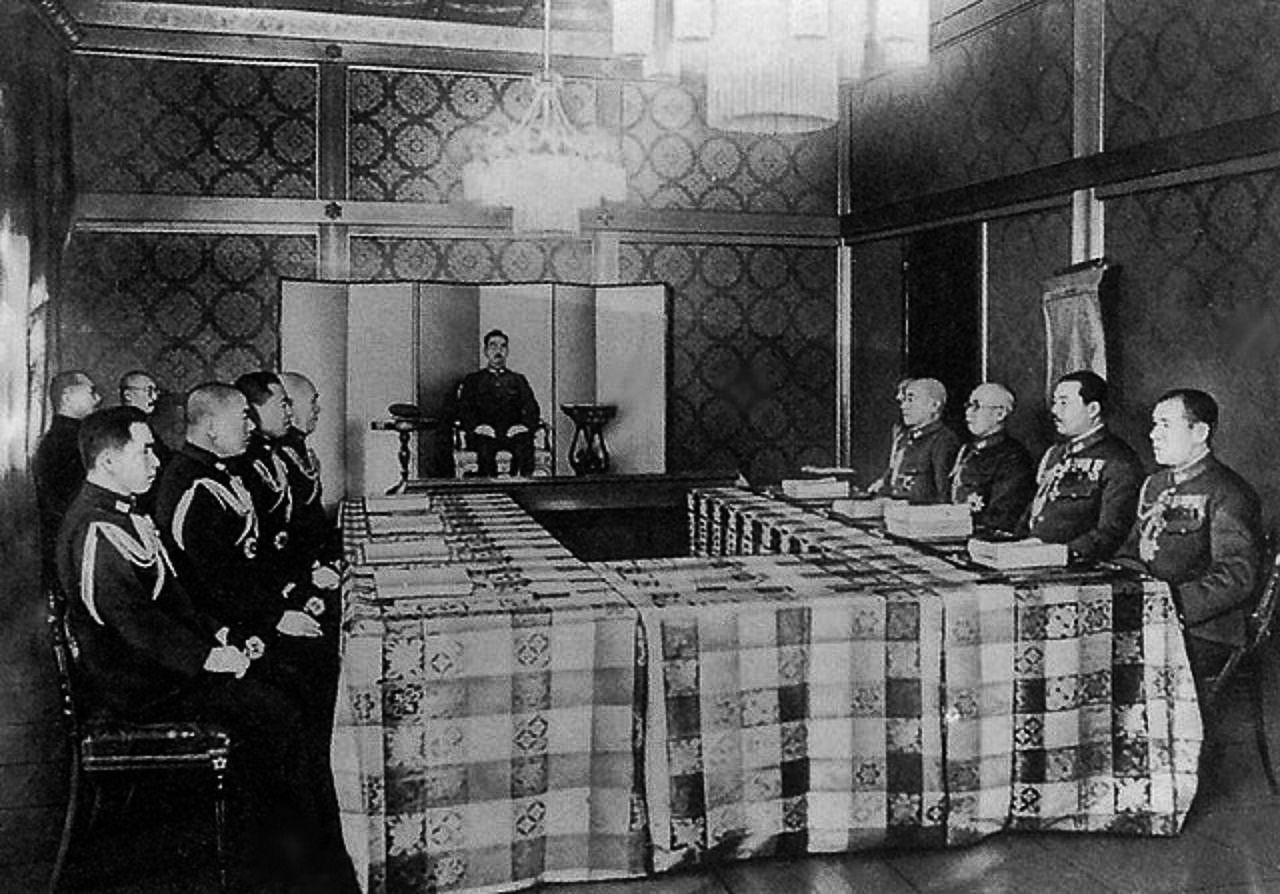
Nhật hoàng Hirohito chủ trì cuộc họp tại Đại bản doanh năm 1943. Các đô đốc hải quân ngồi bên trái trong khi các tướng lĩnh lục quân ngồi bên phải.

Đại bản doanh (大本営 Daihon'ei) là một cơ quan của Hội đồng Chiến tranh Tối cao và được thành lập năm 1893 để phối hợp các hoạt động tác chiến giữa Lục quân Đế quốc Nhật Bản và Hải quân Đế quốc Nhật Bản trong thời chiến. Trong Thế chiến thứ hai, phía Đồng Minh thường gọi cơ quan này là Bộ Tổng tư lệnh Đế quốc (tiếng Anh: Imperial General Headquarters). Trên thực tế, về chức năng, cơ quan này chỉ làm chức năng tham mưu, gần tương đương với Hội đồng Tham mưu trưởng Liên quân Hoa Kỳ và Ủy ban Tham mưu trưởng Anh.

## Lịch sử
Đại bản doanh Đế quốc Nhật Bản được thành lập theo Nghị định 52 của Hoàng gia vào ngày 22 tháng 5 năm 1893, nhằm tạo ra một bộ chỉ huy trung ương cho cả Bộ Tổng tham mưu Lục quân Đế quốc Nhật Bản và Bộ Tổng tham mưu Hải quân Đế quốc Nhật Bản. Thiên hoàng giữ vai trò là nguyên thủ quốc gia và Thống soái Hoàng quân Nhật Bản theo Hiến pháp Minh Trị năm 1889 đến 1945, là người đứng đầu Đại bản doanh của Đế quốc Nhật Bản, được hỗ trợ bởi các sĩ quan cao cấp chỉ định từ Lục quân Đế quốc Nhật Bản và Hải quân Đế quốc Nhật Bản.
Trụ sở Bộ Tổng tham mưu Hoàng quân hoàn toàn độc lập với chính phủ dân sự của Đế quốc Nhật Bản, bao gồm Nội các và thậm chí là Thủ tướng Nhật Bản. Thủ tướng Itō Hirobumi được phép tham dự các cuộc họp theo chiếu chỉ của Thiên hoàng Minh Trị trong Chiến tranh Thanh-Nhật. Tuy nhiên, Thủ tướng Katsura Tarō, mặc dù xuất thân quân sự, nhưng lại bị từ chối cho tham gia các cuộc họp trong Chiến tranh Nga-Nhật sau đó.
Sau sự kiện Lư Câu Kiều vào tháng 7 năm 1937, Nghị định 658 ngày 18 tháng 11 năm 1937 của Hoàng gia đã bãi bỏ cơ quan Đại bản doanh ban đầu, nhưng sau đó lại được tái lập ngay theo Nghị định 1 của Quân đội, trao quyền cho một cơ quan Đại bản doanh quân sự tối cao mới, có quyền hạn lớn trong mọi tình huống của thời bình, cũng như các tình huống của thời chiến.
Trong Chiến tranh Thái Bình Dương, và sau trận hỏa hoạn ở Tokyo, trụ sở Đại bản doanh đã được chuyển đến một cơ sở dưới lòng đất ở vùng núi bên ngoài Nagano.
Với sự đầu hàng của Nhật Bản, Tổng tư lệnh tối cao lực lượng Đồng Minh đã ra lệnh bãi bỏ cơ quan Đại bản doanh Đế quốc Nhật Bản vào ngày 13 tháng 9 năm 1945. 
Tổng tham mưu trưởng Lục quân
- Kan'in Kotohito (1931–1940)
- Sugiyama Hajime (1940-1944)
- Tōjō Hideki (1944)
- Umezu Yoshijirō (1944-1945)

Tổng tham mưu trưởng Hải quân
- Fushimi Hiroyasu (1932-1941)
- Nagano Osami (1941-1944)
- Shimada Shigetarō (1944)
- Oikawa Koshirō (1944-1945)
- Toyoda Soemu (1945)

Bộ trưởng Chiến tranh
- Sugiyama Hajime (1937-1938)
- Itagaki Seishirō (1938-1939)
- Hata Shunroku (1939-1940)
- Tōjō Hideki (1940-1944)
- Anami Korechika (1945)

Bộ trưởng Hải quân

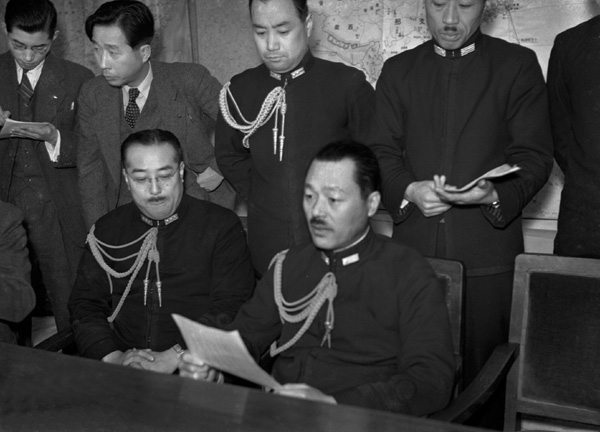
Đại bản doanh Đế quốc Nhật Bản ra thông cáo tháng 1 năm 1942

- Yonai Mitsumasa (1937-1939, 1945)

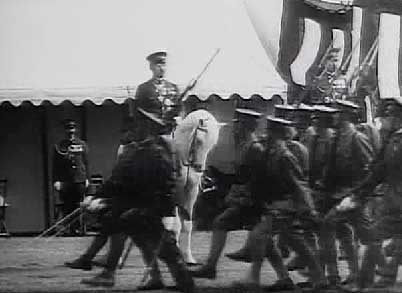
Nhật hoàng Hirohito duyệt binh tại Shirayuki

- Yoshida Zengo (1939-1940)
- Oikawa Koshirō (1940-1941)
- Shimada Shigetarō (1941-1944)